# Griet Maréchal
Griet Maréchal (Brugge, 16 november 1942 - Gent, 10 december 2019) was een Belgische historica en archivaris.

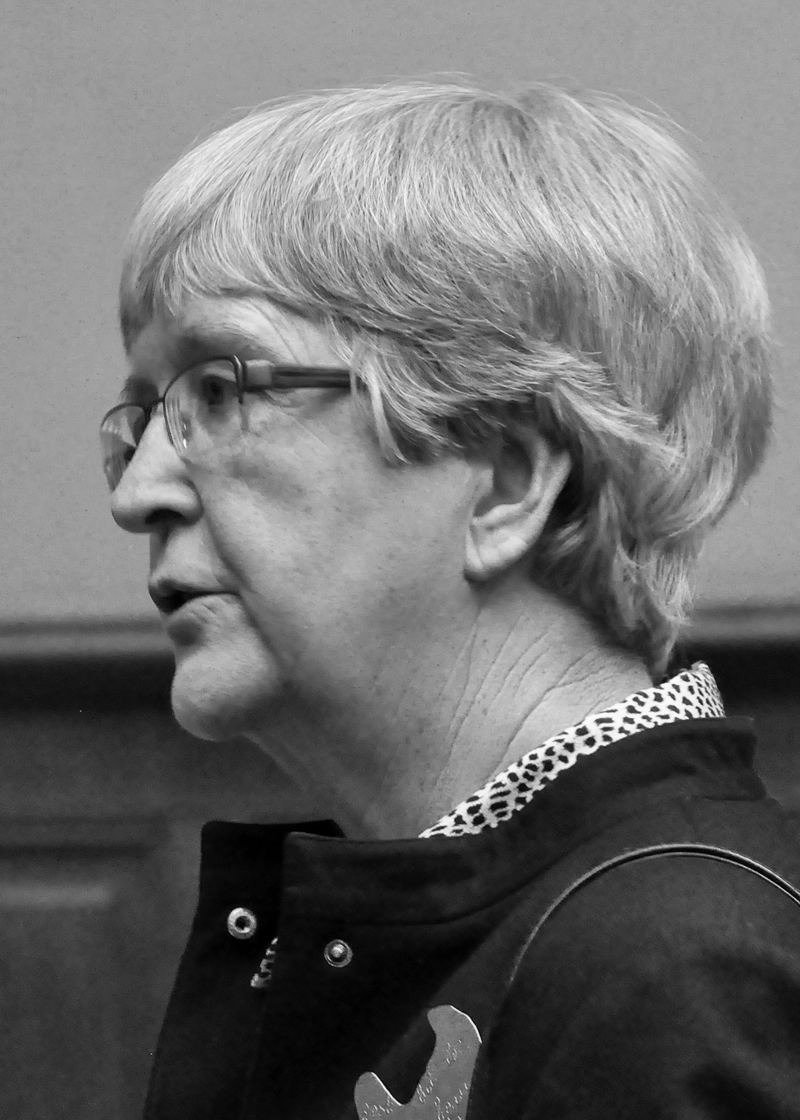
Griet Maréchal

## Levensloop
Griet Maréchal verwierf de volgende diploma's en getuigschriften:
- Licentiaat in de Letteren en Wijsbegeerte, groep geschiedenis, RUG (1964).
- Geaggregeerde van het middelbaar onderwijs van de hogere graad, RUG (1965).
- Kandidaat-archivaris (1965).
- Getuigschrift van de Post-graduate Seminaries over Middeleeuwse Geschiedenis, RUG (1965).
- Getuigschrift van de twaalfde session d'été van het Centre d'études supérieures de civilisation médiévale van de universiteit te Poitiers (1965).
- Getuigschrift van de Stage technique international d'archives te Parijs (1968).
- Doctor in de Letteren en Wijsbegeerte, RUG (1974).

Zij werd:
- Bij het Nationaal Fonds voor Wetenschappelijk Onderzoek (NFWO):
  - Navorsingsstagiair (1 oktober 1964 - 30 september 1965)
  - Aspirant (1 oktober 1965 - 15 maart 1966).
- Bij het Rijksarchief:
  - Attachée bij het Rijksarchief Gent, 16 maart 1966 (K.B. van 11 februari 1966),
  - Assistent bij het Rijksarchief Gent, 1 oktober 1968 (K.B. van 20 januari 1970)
  - Werkleider bij het Rijksarchief Gent, 1 december 1974 (K.B. 3 juli 1975).
  - Hoofd van Afdeling Inspectie bij het Rijksarchief Brussel, 1 augustus 1979 (K.B. 28 januari 1980), Brussel.
  - Hoofd van de Afdeling Bestuursarchieven, (K.B. van 31 januari 1997)
  - Hoofd van de Afdeling 2, Archieven van de centrale besturen van de Hedendaagse periode (K. B. van 5 december 2000).
  - Is gepensioneerd sinds 1 december 2002

## Bestuursmandaten
- Lid van de Wetenschappelijke Raad van het Algemeen Rijksarchief en Rijksarchief in de Provinciën,
  - 1993-1997 (K.B. van 21 juni 1993),
  - van 1 februari 1999 tot voltooiing van het mandaat van Ernest Warlop (K.B. van 23 maart 1999: B.S. 24.11.1999),
  - van 1 november 2001 bij K.B. van 5 september 2001 (B.S. 19 oktober 2001).
- Bestuurslid van de V.V.B.A.D. sectie archieven (1983-1993), voorzitter (1989-1993) en lid van de werkgroepen archiefbeleid en gemeentearchieven.
- Lid van het Vlaams-Zeeuws-archivarissenoverleg.
- Ondervoorzitter van de 10de sectie van het Tweede Congres van de Kringen voor Oudheidkunde en Geschiedenis op 21-24 augustus 1986 te Kortrijk.
- Lid van de werkgroep ter voorbereiding van het Symposium "Conserveringsbeleid papieren patrimonium" op 9 november 1993 in het kader van de Boekenbeurs met de publicatie Conserveringsbeleid papieren patrimonium (red. P. Soetaert), Antwerpen 1993.
- Lid van de toezichtscommissie van het Stadsarchief en van Industriële Archeologie van de stad Gent (1989-1994; 1995-2001).
- Lid van de archiefcommissie van de provincie West-Vlaanderen (1994- ).
- Lid van het Wetenschappelijk Comité van Amsab (1995- ).
- Lid van de wetenschappelijke commissie van Dacob (eind 1995- ) en voorzitster.
- Lid van de archiefcommissie van de stad Eeklo (1999- ).
- Lid van de raad van beheer van het Archiefcentrum voor Vrouwengeschiedenis (1999- ).
- Bestuurslid van het Genootschap voor Geschiedenis te Brugge (1995- ).
- Lesgever in de cyclus "Archiefwezen" georganiseerd ten behoeve van het personeel van de lokale besturen door het provinciebestuur van Oost-Vlaanderen (sporadisch ook in West-Vlaanderen, Antwerpen en Limburg) (1986-).
- Lid van de Belgische Vereniging voor Hospitaalgeschiedenis (1964-).
- Lid van het wetenschappelijk comité ter voorbereiding van de tentoonstelling 800 jaar Sint-Janshospitaal te Brugge (1975-1976).
- Lid van de werkgroep hospitaalgeschiedenis in Brugge (1986-1988).
- Lid van de jury voor de provinciale prijs voor geschiedenis van de provincie Oost-Vlaanderen (1983-1989, 1991 en 1992).
- Lid van de adviescommissie voor geschiedenis van de provincie Oost-Vlaanderen (1995-2001).
- Lid van de jury voor de toekenning van de kultuurprijs van de stad Gent (1997).
- Lid van de stagecommissie bij de Koninklijke Bibliotheek van België voor Nederlandstalige ambtenaren (Min. besluit 18 maart 1999).
- Lid van de stagecommissie bij het Algemeen Rijksarchief (Min. besluit 18 maart 1999).
- Plaatsvervangend assessor in de Nederlandstalige afdeling van de Interdepartementale raad van beroep voor het wetenschappelijk personeel der wetenschappelijke instellingen van de Staat (Min. besluit 30 mei 2000).

## Prijzen
- Prijs voor Algemene Geschiedenis van de Koninklijke Zuid-Nederlandse Maatschappij voor Taal- en Letterkunde en Geschiedenis (1980).

## Publicaties
archiefwerk
- Inventaris van het archief van het Onze-Lieve-Vrouwhospitaal te Aalst, Brussel, 1972 (Deel van: Inventarissen / Rijksarchief te Gent - Brussel; vol. 49).
- Inventaris van het archief van de abdij van Groenenbriel te Gent, Brussel, 1975 (Deel van: Inventarissen / Rijksarchief te Gent - Brussel; vol. 54).
- Bewaring en vernietiging van gemeentearchieven: richtlijn en advies, Brussel, 1986 -1993 (Deel van: Miscellanea archivistica: studia / Algemeen Rijksarchief en Rijksarchief in de Provinciën - Brussel; vol. 7( =v. 2) - Deel van: Miscellanea archivistica. - Brussel, 1973 - 1988; vol. 41(=v. 1) - Deel van: Miscellanea archivistica: studia / Algemeen Rijksarchief en Rijksarchief in de Provinciën - Brussel; vol. 45(=v. 3).
- Conservation et destruction des archives communales: directives et recommandations, Brussel 1988- (Deel van: Miscellanea archivistica: studia / Algemeen Rijksarchief en Rijksarchief in de Provinciën - Brussel; vol. 1(=v. 1).
- Provinciaal Bestuur van Brabant: Kabinet van de Gouverneur (1846-1944) - Gouvernement provincial du Brabant: Cabinet du gouverneur (1846-1944), (Algemeen Rijksarchief, Brussel, 1989.
- Bewaar- en vernietigingslijst voor arrondissementscommissariaatsarchief, 1836-1987, Brussel, 1992 (Deel van: Miscellanea archivistica: studia / Algemeen Rijksarchief en Rijksarchief in de Provinciën - Brussel; vol. 20).
- Ministerie van Binnenlandse Zaken, neerlegging 1993: dienst protocol, eer en voorrang (1815-1987), Brussel, 1998 (Deel van: Instruments de recherche à tirage limité / Archives générales du royaume - Bruxelles; vol. 490).
- De algemene directie van de algemene rijkspolitie: selectielijst met bijbehorend studiedossier, Brussel, 1999 (Deel van: Miscellanea archivistica: manuale / Algemeen Rijksarchief en Rijksarchief in de Provinciën - Brussel; vol. 34).
- Archief van het provinciebestuur van Brabant: administratief toezicht op het verhandelen van onroerende goederen (1855-1981),Brussel, 2001 (Deel van: Instruments de recherche à tirage limité / Archives de l'état région de Bruxelles-capitale - Bruxelles; vol. 5).
- Provinciebestuur Brabant: dossiers burgemeesters (kabinetsarchief), 1920-1994, Brussel, 2001 (Deel van: Instruments de recherche à tirage limité / Archives de l'état région de Bruxelles-capitale - Bruxelles; vol. 28).
- Inventaris van het fonds van de passieve luchtbescherming, respectievelijk bewaard te Brussel, Beveren en Mons, 1934-1953, Brussel, 2002 (Deel van: Inventarissen / Algemeen Rijksarchief - Brussel; vol. 317).
- Ministerie van Binnenlandse Zaken: overzicht van Koninklijke Besluiten neergelegd door het Ministerie van Binnenlandse Zaken (provincie- en gemeentezaken, burgerwacht en militie, benoemingen), Brussel, 2003 (Deel van: Instruments de recherche à tirage limité / Archives générales du royaume - Bruxelles; vol. 573).

geschiedkundige bijdragen
- (samen met O. MUS & L. ELAUT), Septingentesimum jubilaeum hospici dicti Belli, Ieper, 1976.
- De sociale en politieke gebondenheid van het Brugse hospitaalwezen in de Middeleeuwen, UGA, reeks Standen en Landen, Heule, 1978.
- De levenskansen van de personeelsleden in het Brugse Sint-Janshospitaal in de 14de en 15de eeuw, s.l., [c.1978].
- Het openbaar initiatief van de gemeenten in het vlak van de openbare onderstand in het noorden van het land tijdens het Ancien regime, in: M. A. ARNOULD, L. VOET, e. a., Het openbaar initiatief van de gemeenten in België. Historische grondslagen. Ancien regime, Brussel, 1984.
- Cultuurflamigantisme en pluralisme in Eeklo vóór de Eerste Wereldoorlog: het Nationaal Vlaams Verbond, het Algemeen Nederlands Verbond en de subcommissie voor de "Vervlaamsing van de Gentse Hogeschool", Eeklo, 1995.
- (samen met Gustaaf JANSSENS & Frank SCHEELINGS), Door de archivistiek gestrikt: liber amicorum prof. dr. Juul Verhelst, Brussel, 2000 (Deel van: Archiefinitiatie(f) - Brussel; vol. 4).
- (samen met Jacques VAN KEYMEULEN & Mark ADRIAEN), In der Sieker Dienste: de statuten van de leprozerie van Gent, 1236, de oudste ambtelijke tekst in het Nederlands, Gent, 2003.
- Een kompas met vele streken: studies over Antwerpen, scheepvaart en archivistiek, aangeboden aan Dr. Gustaaf Asaert ter gelegenheid van zijn 65ste verjaardag, Antwerpen, 1994 (Deel van: Archiefkunde: verhandelingen aansluitend bij Bibliotheek- en Archiefgids / Vlaamse Vereniging voor Bibliotheek, Archief & Documentatie - Antwerpen; vol. 5).
- Jacques Mertens, een bio-bibliografie, in: Handelingen van het Genootschap voor Geschiedenis te Brugge, Huldenummer Jacques Mertens, 2006.